# Тополь-Е
То́поль-Е — наземна станція перешкод РЛС літаків дальнього радіолакоційного виявлення і наведення «Гокай».

## Опис
Станція призначена для радіоелектронного придушення бортової РЛС системи дальнього радіолокаційного виявлення і керування типу AN/APS-120, -125, -138, -139,  -145 які встановлюються на літаках E-2C і може використовуватися автономно чи у складі систем розвідки і ППО. Станція дає змогу за сигналами що випромінюються бортовою РЛС виявляти, пеленгувати і супроводжувати по азимуту літаки E-2C «Гокай» та виконувати радіолектронне придушення їх бортової РЛС у реальному масштабі часу.
Станція розміщується у двох кузовах-фургонах, що встановлені на автомобілях «Урал» або КАМАЗ (мобільний варіант) чи у двох кузовах контейнерах (напівстаціонарний варіант).

## Тактико-технічні характеристики
- Обслуга — 3 особи.
- Час розгортання — не більше 30 хв.
- Електроживлення станції перешкод — 380 В, 3ф, 50 Гц.
- Час безперервної роботи — не менше 24 год.
- Потужність перешкоди до 80 кВт.
- Кількість РЛС, що придушуються — 1.
- При максимальному видаленні прикривається об'єкта від РЛС (250км) станція скорочує огляд Grumman E-2 Hawkeye до 80 км.